# Linkse jeugd (China)
De Linkse Jeugd (Chinees: 左翼青年; pinyin: Zuyì Qīngnián), ook bekend als Student Links, Progressieve Jeugd, of Zuoqing, is een jongerengemeenschap in de Volksrepubliek China. De gemeenschap staat bekend om hun activiteiten tijdens het Jasic-incident in 2018.

## Overzicht
De linkse jongeren in China bestaan voornamelijk uit jonge studenten die in de jaren negentig zijn geboren, en vormen een zeer kleine minderheid onder de Chinese studenten. Deze studenten zijn meestal georganiseerd in de naam van leesclubs en studentenverenigingen, die te vinden zijn op grote universiteiten, met verschillende maten en namen. Deze studentenverenigingen omvatten de Peking University Marxist Society, Renmin University of China New Light Civilians' Development Association, en Beijing Language and Culture University New New Youth Society.
Wat deze studentenorganisaties gemeen hebben is dat zij zich verzetten tegen het marxisme als de officiële ideologie van China en het marxisme van de ‘rebelse revolutie’ bepleiten. Omdat hun leden in 2018 de arbeidersbeweging Shenzhen Jasic hadden gesteund, werden deze linkse verenigingen later door de Chinese communistische autoriteiten gezuiverd.